# ADO (honkbal)
ADO Base- en softball was een Nederlandse honkbal- en softbalvereniging.

## Vereniging
De vereniging werd opgericht in 1948 in Den Haag. Het eerste herenteam honkbal kwam uit in de hoofdklasse sinds 2012 onder de naam ADO Lakers en is eenmaal landskampioen geweest door het winnen van de Holland Series. De vereniging speelde in het Leen Volkerijk Stadion. In 2012 kende de vereniging drie herenteams honkbal waarvan het eerste in de hoofdklasse uitkomt, een junioren, twee aspiranten en twee pupillenteams. De softbalsectie bestond uit twee herenteams, een damesteam en een jeugdteam.

## Geschiedenis

### Beginjaren
In augustus 1948 willen een aantal leden van de haagse voetbalvereniging Alles Door Oefening, ADO, een honkbalafdeling starten zodat de voetballers ook tijdens de zomerstop van de voetbalcompetitie in conditie kunnen blijven door het spelen van honkbal op de velden. Op 22 maart 1949 wordt de afdeling officieel opgericht en sluit deze zich aan bij de Koninklijke NHB, de voorloper van de KNBSB. Honkballijnen worden uitgezet op de voetbalvelden en via de distributie van de propagandavereniging De Kieviten die de honkbalspullen van de Marshall-hulp van na de Tweede Wereldoorlog beheerde kan er voor 30 gulden een slagknuppel, acht honkballen, vier handschoenen en vier paar softbalschoenen aangeschaft worden. De voetballers nemen in 1949 na enige training onder leiding van Cor Endlich al deel aan de competitie en komen uit in de derde klasse van het toenmalige Rayon Den Haag waar men op de eennalaatste plaats eindigt. Een jaar later kunnen er al twee teams ingeschreven worden die beiden in de middenmoot van de derde klasse eindigen.
In 1951 doen er weer twee seniorenteams mee die beiden in hun klasse de tweede plek behalen en ook een jeugdteam. Trainer is in die jaren de heer Spoor. In 1952 behalen onder leiding van de Haarlemse honkbaltrainer Huijstede wederom plaatsen in de middenmoot maar wordt het A-jeugdteam kampioen van de haagse jeugdcompetitie. Ook worden eigen honkbalpakken aangeschaft. Vanwege de tegenvallende prestaties komen de twee seniorenteams in 1954 een klasse lager uit maar het jeugdteam behaald wederom het Haagse jeugdkampioenschap. In 1955 komen er twee Amerikanen de eerste selectie versterken, werper Don Haggerty en achtervanger George Coyle. Hiermee weten de eerste twee teams promotie naar de derde klasse te bereiken. In dat jaar doet ook een derde team mee wat in de middenmoot eindigt. Het A-jeugdteam wordt wederom kampioen en nu komen er ook een B en C jeugdteam uit. In 1956 blijft de teamindeling gehandhaafd en wordt de tweede klasse niet gehaald door een verlies tegen Neptunus. Ook in 1957 lukt dit niet. In 1958 wordt de jeugdafdeling van de personeelsvereniging van de KLM, De Vliegende Hollander, overgenomen. Het eerste team werd kampioen en promoveerde naar de tweede klasse. Zowel het junioren als aspirantenteam behaald de titel in hun competitie. Een jaar later volgt promotie naar de overgangsklasse voor de hoofdmacht en komt men met drie junioren en drie aspirantenteams uit.

### Jaren zestig
In 1960 volgt een tweede plek in die klasse en komt er een vierde seniorenteam. In 1961 zijn er plannen voor een eigen honkbalveld buiten het voetbalstadion en komt er versterking van een aantal topspelers waaronder Leen Volkerijk en traint Herman Beidschat het team wederom waardoor handhaving in de overgangsklasse mede behaald wordt. In 1962 is het nieuwe honkbalveld er en wordt de hoofdtrainer de oud-international Martin Jole en blijft men in de overgangsklasse na een verloren strijd met PSV. Het volgend seizoen krijgt de club toch door een vrijgekomen plek een plaats in de eerste klasse en wordt Volkerijk de trainer/coach van de hoofdmacht. Aan het eind van het seizoen wordt degradatie nipt ontlopen. Dat lukt het seizoen erna niet en degradatie naar de tweede klasse volgt. Ook in 1965 blijft de hoofdmacht tweede klasse spelen ondanks een kampioenschap. In 1966 komt er een echt gemeentelijk honkbalveld met buitenveld en wordt de volledige splitsing van de voetbalvereniging ADO een feit. In 1968 wordt er begonnen met een softbalteam voor dames als proef en een jaar later wordt de softbaltak formeel opgericht voor zowel mannen als vrouwen. Ondanks de terugkeer van werper Berry Eygendaal uit Amerika volgt geen promotie, ook niet in 1969.

### 1970 tot 2012
Een jaar later lukt promotie naar de hoofdklasse wel en volgt er de eerste shirtsponsor, het spijkerbroekenmerk Levi. In 1971 volgt degradatie maar in 1972 is ADO weer terug op het hoogste niveau, onder meer door spelers als King Zschuschen en Alwin Toppenberg. In dat jaar neemt Leen Volkerijk afscheid als hoofdcoach. In 1975 wordt er een naamsponsor gevonden en speelt het eerste mannenteam onder de naam OLGA-Matrassen ADO gedurende drie jaren. Er komt een eigen clubgebouw met meerdere velden. Hierna zal de vereniging nog diverse sponsoren kennen en blijft het acteren in de achterhoede van de hoofdklasse bij het honkbal bij de mannen met een keer als uitschieter het behalen van de landstitel in 1992 en het winnen van de Europa cup I in 1993 plus finale plaatsen in 1994 (EC-I), 1995 (CEB cup) en 2002 (EC-II).
Op 7 maart 2015 is tijdens de Algemene ledenvergadering het besluit tot ontbinding van SV ADOLakers genomen. 
Dat betekent dat de vereniging is opgehouden te bestaan en nu ‘in liquidatie’ is.